# Bouhouda
Bouhouda  (in arabo بوهودة‎?) è un centro abitato e comune rurale del Marocco situato nella provincia di Taounate, regione di Fès-Meknès. Conta una popolazione di 26 236 abitanti (censimento 2014).